# Срібний рубль

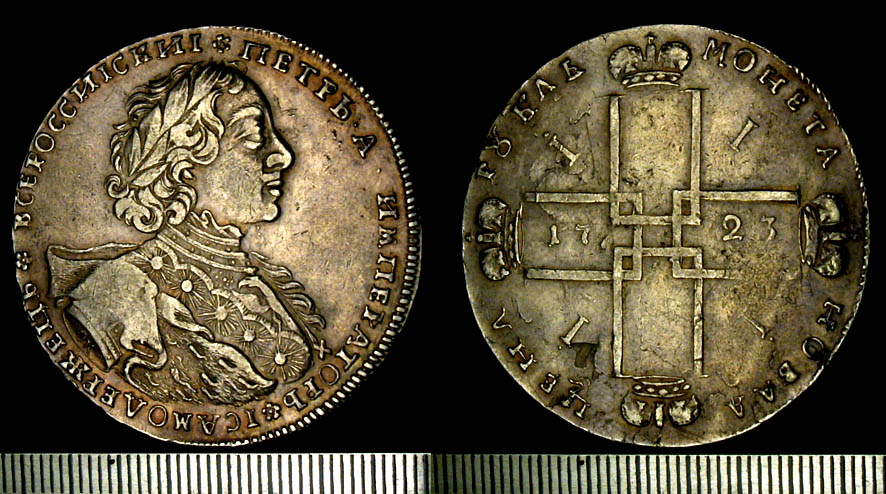
Срібний рубль. 1723 год

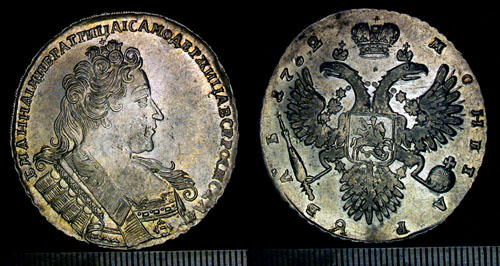
Срібний рубль Анни Іоанівни, 1732 год

Срібний рубль — монета і грошова одиниця (рубль) Російської імперії, що почала регулярно карбуватися в березні 1704 року і ходила з 1704 по 1897 рік. Дуже часто срібний рубль називали «целковый».

## Історія
Спочатку, аж до 1769 року, рубль був представлений у зверненні у вигляді срібних монет номіналом в один і два рублі, одночасно з набором розмінних монет з міді та срібла, що мали постійний, позначений на монеті курс взаємного обміну. Починаючи з 1769 року, срібний рубль перестав бути основною грошовою одиницею, поступившись місцем асигнаційному рублю, реалізованому у вигляді серії паперових асигнацій, які розмінювалися на мідну монету. У період з 1769 року по 1840 рік срібний рубль залишався допоміжною грошовою одиницею, реалізованою у вигляді обмеженого набору срібних монет (від 5 копійок до 1 рубля) і ринковий курс обміну з асигнаційним рублем.